# John Campbell, V duca di Argyll
John Campbell, V duca di Argyll (giugno 1723 – Castello di Inveraray, 24 maggio 1806), è stato un nobile e ufficiale scozzese.

## Biografia

### I primi anni
John era il figlio primogenito di John Campbell, IV duca di Argyll, e di sua moglie, Mary Bellenden, figlia a sua volta di John Bellenden, II Lord Bellenden. Durante gli anni della giovinezza venne educato privatamente in una scuola di Londra.

### Carriera militare

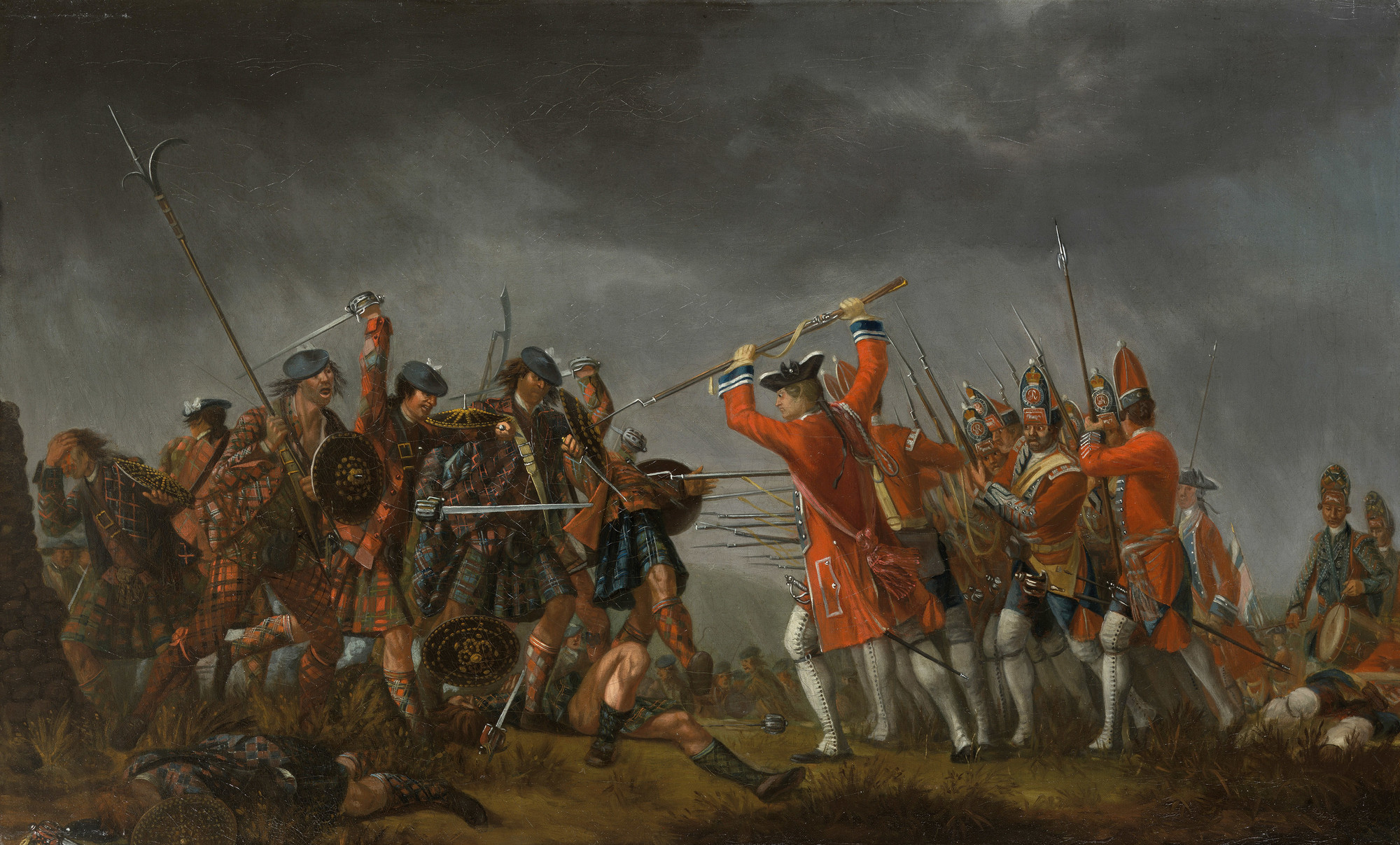
La Battaglia di Culloden dove Campbell comandò un reggimento

Campbell si arruolò nel 21º Reggimento dei Fucilieri Reali scozzesi nel 1739, venne promosso capitano nel 1741 e poi maggiore nel 1743, nel medesimo corpo. Nel marzo del 1744 venne immediatamente impiegato nelle Fiandre per prestare servizio nella Guerra di Successione austriaca insieme al contingente inglese nell'area.
Combatté a Loch Fyne durante la rivolta giacobita nel 1745 col grado di tenente colonnello al comando del 30th Regiment of Foot. Prese quindi parte alle battaglie di Falkirk e di Culloden nel 1746, battaglia quest'ultima dove i giacobiti vennero definitivamente sconfitti e dove lo stesso Campbell ebbe modo di servire sotto il comando del duca di Cumberland.
Nel 1749 venne trasferito al comando del 42º Reggimento di fanteria in Irlanda dove divenne aiutante generale nel 1754. Promosso al rango di colonnello del 14º reggimento dei Dragoni (1757-1765) nell'aprile del 1757, ottenne il grado di Maggiore Generale nel 1759 e quello di tenente generale nel 1765.
Parallelamente alla carriera militare, intraprese una carriera politica e divenne membro del Parlamento per Glasgow Burghs (1744-1761), per Dover (1765-1766). Divenne Vice Commander-in-Chief in Scozia nel 1762 e nel 1767 ottenne il ruolo definitivo di Commander-in-Chief.
Nel novembre del 1770, alla morte di suo padre, gli succedette come V conte di Argyll. Ottenne quindi il grado di Generale nel 1778. Venne nominato maresciallo di campo il 30 luglio 1796. Nel frattempo fu Lord Luogotenente di Argyllshire (1794-1800).
Morì il 24 maggio 1806, all'età di 82 anni, al Castello di Inveraray, nell'Argyllshire, dove si era ritirato a vita privata da un decennio. Fu sepolto a Kilmun, Cowal.

## Matrimonio
Nel 1759 sposò con Elizabeth (1733-20 dicembre 1790), figlia del colonnello John Gunning e vedova di James Hamilton, VI duca di Hamilton . Ebbero cinque figli:
- Lady Augusta (31 marzo 1760-22 giugno 1831), sposò Henry Clavering, ebbero tre figli;
- George John Campbell, conte di Campbell (17 febbraio 1763-9 luglio 1764);
- George Campbell, VI duca di Argyll (22 settembre 1768-22 ottobre 1839);
- Lady Charlotte Susan Mary Campbell (28 gennaio 1775-1º aprile 1861), sposò in prime nozze John Campbell, ebbero otto figli, e in seconde nozze il reverendo Edward John Bury, ebbero due figlie;
- John Campbell, VII duca di Argyll (21 dicembre 1777-25 aprile 1847).